# Charigny
Charigny – miejscowość i gmina we Francji, w regionie Burgundia-Franche-Comté, w departamencie Côte-d’Or.
Według danych na rok 1990 gminę zamieszkiwało 37 osób, a gęstość zaludnienia wynosiła 12 osób/km² (wśród 2044 gmin Burgundii Charigny plasuje się na 873. miejscu pod względem liczby ludności, natomiast pod względem powierzchni na miejscu 1331.).